# Это немного, но это честная работа

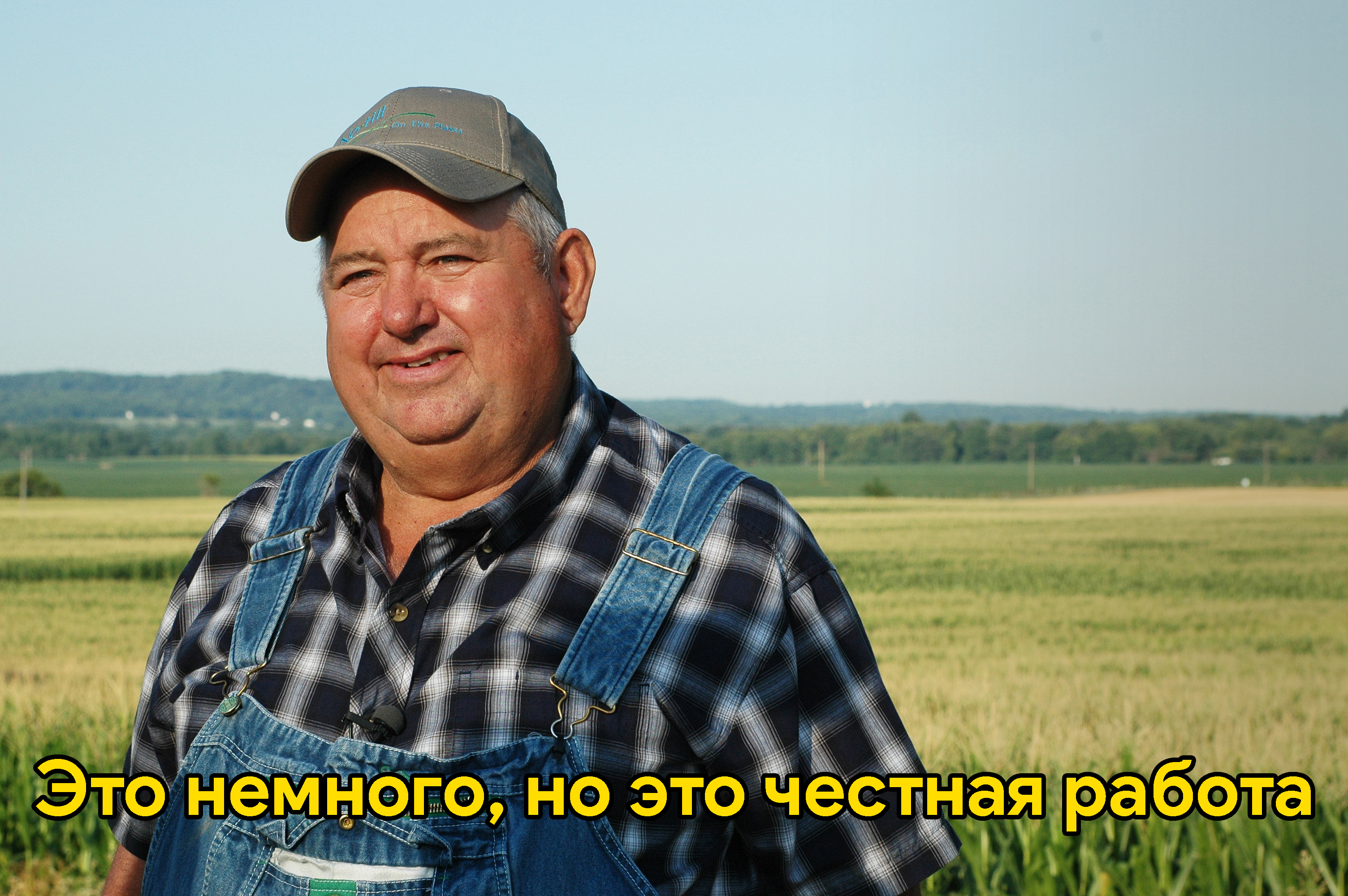
Фотография мема с текстом «Это немного, но это честная работа» на русском языке

«Это немного, но это честная работа» (англ. It Ain’t Much But It’s Honest Work) — интернет-мем. Был создан с использованием фотографии из статьи, опубликованной министерством сельского хозяйства США в 2014 году.

## Происхождение и история
10 октября 2014 года министерство сельского хозяйства США опубликовало статью под названием «Кампании по оздоровлению почвы исполняется два года: она направлена на раскрытие преимуществ на ферме и за её пределами». На фотографии, опубликованной в статье, изображён фермер из Огайо и «пионер здоровья почвы» Дэвид Брандт.
Четыре года спустя, 15 декабря 2018 года, изображение появилось на Reddit, сабреддит /r/MemeEconomy, с надписью «Это немного, но это честная работа». Пользователь указал следующее описание к фото: «Когда вы публикуете OC и получаете 10 апвоутов вместо того, чтобы репостить тысячи». Пост получил более 18 000 баллов (85 % апвоутов) и 130 комментариев за 3 недели. Изображение стало первым интернет-мемом с данной фотографией.
Окончательный вид мем приобрёл 3 января 2019 года, когда пользователь Reddit yothisisyo выложил свой другой вариант, заменив текст внизу изображения, что сделало его похожим на субтитры.
Мем «Это немного, но это честная работа» стал культовым, распространившись на многих онлайн-платформах, включая Reddit, Tumblr, Twitter, а также попал на страницы мемов Instagram и в группы Facebook.
В феврале 2022 года старший художник по персонажам в Ubisoft Артур Гатино, который известен созданием реалистичных портретов и персонажей, воссоздал фермера из мема, используя Maya, ZBrush, Substance 3D, Painter и Nuke.
В мае 2023 года стало известно, что Дэвид Брандт умер в возрасте 76 лет. Причиной смерти стала автомобильная авария, в результате которой он скончался от полученных травм .